# 音乐大师课
《音乐大师课》（英語：Master Class）是一节由Keshet与北京世熙传媒文化有限公司共同研发、北京广播电视台与世熙传媒联合制作的音乐教育及选拔类节目，以6-13岁儿童为节目主体。该节目的制作计划于2014年11月28日在北京卫视2015年媒体资源暨广告招商推广签约会上被正式披露，至2020年，该节目已制作四季。
第一季节目于2014年暑期启动公众报名，并于同年3月14日在卡酷少儿卫视试播；北京卫视则在21日启播该季节目，至6月5日播毕。第二季节目于2015年9月底开始在数座城市招募学员，并于2月13日至5月14日期间由北京卫视及四川卫视联播。第三季节目则于2017年4月30日在北京卫视上档，并于8月13日收官；而广东卫视亦自同年7月28日起播出本季节目，至12月8日完结。第四季节目于2018年4月起开始在数座城市招募学员，但直至2020年1月17日才在北京卫视开播，并在4月5日播毕常规集数。

## 各季播出时间
| 电视频道     | 季数 | 首次播出日期           | 播放时间                                              | 备注及参考    |
| ------------ | ---- | ---------------------- | ----------------------------------------------------- | ------------- |
| 北京卫视     | 一   | 2015年3月21日－6月5日  | 星期六21:08（前七集） 星期五21:08（后五集）           | [ 5 ] [ 18 ]  |
| 北京卫视     | 二   | 2016年2月13日－5月14日 | 星期六21:08                                           | [ 10 ]        |
| 北京卫视     | 三   | 2017年4月30日－8月13日 | 星期日21:08（第一集及后十三集） 星期一21:08（第二集） | [ 19 ] [ 20 ] |
| 北京卫视     | 四   | 2020年1月17日－4月19日 | 星期五21:50（前两集） 星期日22:00（后七集及特辑）     | [ 17 ]        |
| 卡酷少儿卫视 | 一   | 2015年3月14日－15日    | 星期六、日（时段待查）                                | 试播两集      |
| 四川卫视     | 二   | 2016年2月13日－5月14日 | 星期六21:08                                           | [ 10 ]        |
| 广东卫视     | 三   | 2017年7月28日－12月8日 | 星期五21:10                                           | 二轮播放      |

## 评审
| 季数 | 校长   | 评审（音乐教师）             | 参考          |
| ---- | ------ | ---------------------------- | ------------- |
| 一   | 阎肃   | 韩磊、曹格、林志炫、杨钰莹   | [ 21 ] [ 22 ] |
| 二   | 李谷一 | 韩磊、田震、古巨基、萨顶顶   | [ 23 ] [ 24 ] |
| 三   | 李谷一 | 朱军、谭维维、杨钰莹、李偲菘 | [ 19 ] [ 12 ] |
| 四   | 不適用 | 胡海泉、秦奋                 | [ 17 ]        |

## 反响与评价
第一季节目于卡酷少儿卫视首播后，《人民日报》于2015年3月18日发表评论文章，认为该节目“没有胜出的赢者，没有‘毒舌’导师，多了份思考”；此外，孙云晓、孟大鹏、李光羲等教育界、音乐界知名人士亦对该节目赋予了良好评价。《光明日报》于该年5月12日的评论文章指出该节目“展现出了教育过程的审美价值，也为荧屏节目的发展提供了一个良性的借鉴模式”。《中国信息报》于该年5月22日的副刊刊发的评论中赞扬了该节目的录制氛围、“音乐教师”的教学方法及该节目让参赛选手“不化妆上场”“出名后不代言”的规定。此外，有观点指该节目既对参赛者及观众进行音乐教育，也对其人生观、价值观进行了积极引导，而节目录影厂的布局及节目环节设置等方面亦有较好地体现校园教育特点。
2015年6月3日，该节目制作方与学术界及监管部门共同举办研讨会，指该节目“拒绝PK和煽情、回归本真”的理念应成为日后电视节目的发展趋势；与会人士亦对该节目的选歌、流程等内容提出了改进建议。2016年4月2日，该节目于MIPFormats亮相，并获欧洲全球电视数据公司的特别推荐。在第三季节目播出之前，首两季节目在豆瓣上的评分分别为8.3分及7.4分。此外，亦有中小学校将该节目的视频片段作为音乐课教学素材。
对该节目的批评则主要表现于该节目的剪辑、呈现手法及节目名称上。第一季第三集播毕后，《中国艺术报》于2015年4月17日刊文批评该集节目“把打感情牌用到极致”，认为该集节目呈现的各类参与者“几乎都是以泪洗面”的场景“给人一种好不压抑的感受”；此外，该节目亦被认为存在剪辑不连贯及主线零散的问题。另外亦有观点认为该栏目在名称中体现“大师”二字的做法并不恰当。

## 关联项目及活动

### 公益项目
第一季节目结束后，有部分学员于2015年6月11日前往怀柔区长哨营满族乡中心小学开办音乐公益课堂。而在第二季节目播映期间，“音乐教师”田震亦与学员于2016年4月27日在怀柔区北房镇中心小学开办音乐公开课。
此外，第二季节目完结后，制作方世熙传媒于2016年7月29日在人民大会堂举办“宝贝跟我唱——音乐大师课公益晚会”，并宣布与中国少年儿童基金会共同发起成立“音乐大师课艺术教育基金”，用于对留守儿童进行音乐艺术教育。

### 著作
- 《音乐大师课》栏目组 (编). . 北京师范大学出版社. 2017年3月. ISBN 978-7-303-21929-2.

### “童唱经典”歌曲大赛
“《音乐大师课》‘童唱经典’歌曲大赛”，也称“《音乐大师课》全国少儿经典歌曲大赛”，是世熙传媒授权的以该节目组名义开办的线下少儿艺术活动，自2018年起举办。该项赛事理念为“传承经典，感悟人生”，以6-16岁人士为参赛对象。至2019年，该活动已举办至第二届。

### 与长隆集团合办的活动
第三季节目播映期间，“音乐教师”朱军、李偲菘与部分学员于2017年6月1日中午参与了于广州长隆野生动物世界开办的“长隆音乐会”。此后，于该年7月15日至8月12日期间，该节目又与长隆集团在上述动物园合办了“长隆动物音乐节”。